# Leucade
Pour les articles homonymes, voir Leucade (homonymie).
Cet article possède un paronyme, voir Leucate.
Leucade (en grec moderne : Λευκάδα, Lefkáda), longtemps appelée Sainte-Maure, est une des îles Ioniennes (Grèce).
Les villes principales sont la ville de Leucade (capitale régionale), Nydri et Vassiliki (en) (ports vers les îles de Méganissi et Céphalonie). Les principales activités de l'île sont l'agriculture (huile et vin), l'élevage et le tourisme.

## Géographie

### Localisation
L'île de Leucade est sur la côte ouest de la Grèce continentale. 
Les îles d'Ithaque et de Céphalonie sont à moins de 10 km au sud, et l'île de Corfou à environ 80 km au nord,.

### Description
Leucade est une île montagneuse, à la riche végétation à l'est et au sud. L'île a longtemps été naturellement reliée au continent comme péninsule.
Elle a une superficie de 304 km2 pour un littoral de 117 km[réf. nécessaire]. Son sommet, le mont Stavrota, s'élève à 1 158 m.
Le chef-lieu est Leucade (Lefkáda), bâtie au fond d'un golfe naturel, au nord de l'île près du chenal qui la sépare du continent.
À l'est, les côtes sont douces, abritées du vent et ponctuées de petits îlots verdoyants, dont les plus connus sont Skorpios, Madouri et Sparti. La région orientale est verdoyante. S'y s'égrènent de petits villages maritimes, comme Ligia et Nikiana, et Nidri, un des sites les plus touristiques de l'île. Les vestiges d'une ville préhistorique et de tombes circulaires de la même période, mis au jour dans les environs, ont persuadé l'archéologue allemand Dörpfeld qu'il s'agissait là de la patrie d'Ulysse. 

Ses côtes occidentales, par contre, sont abruptes et entrecoupées de grandes plages de sable jaune, dont celle de Pórto Katsíki.
Le réseau routier permet de faire le tour de l'île.
Le phare de Leucade est implanté dans l'enceinte du château de Sainte-Maure ; un second phare occupe, depuis 1913, l'extrémité du cap Lefkada au sud de l'île.

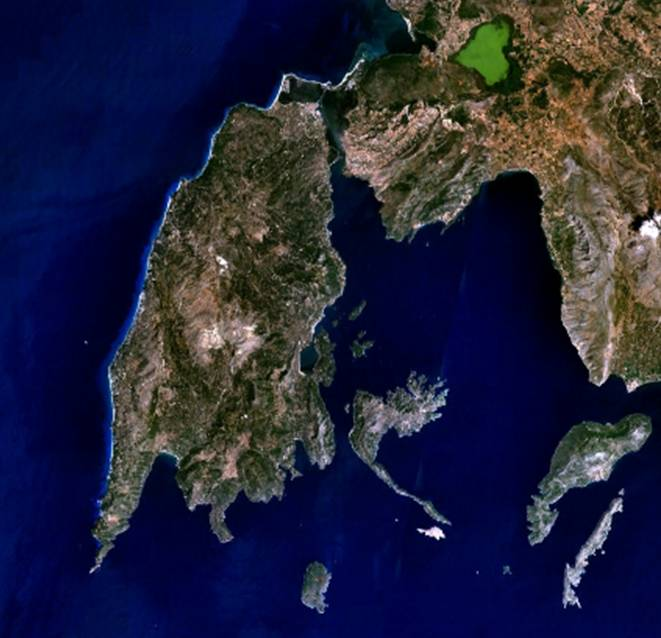
Photo satellite de Leucade.
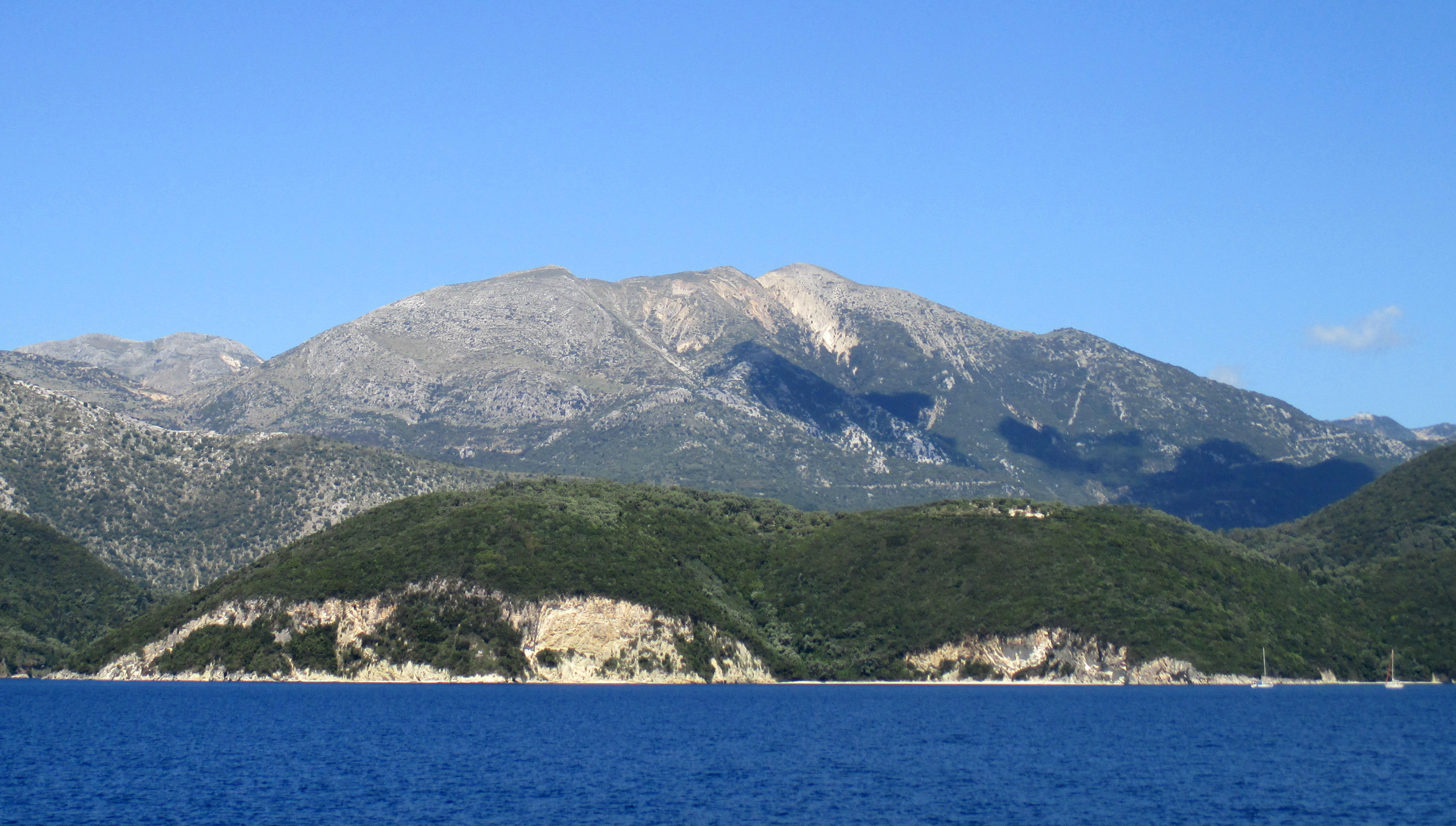
Mont Elati ou Stavrota, vu de l'ouest
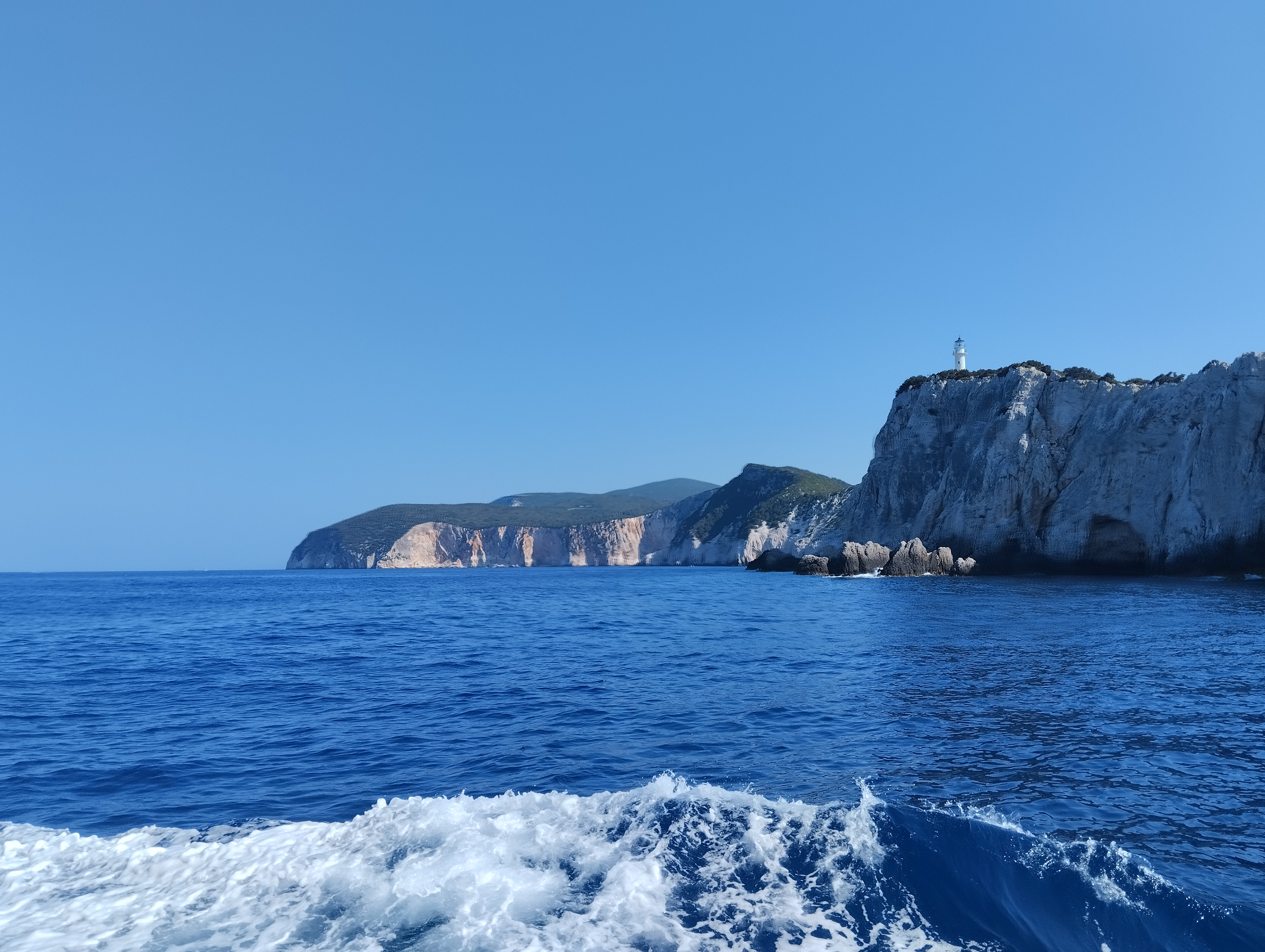
Phare du cap Ducato (Saut de Leucade)
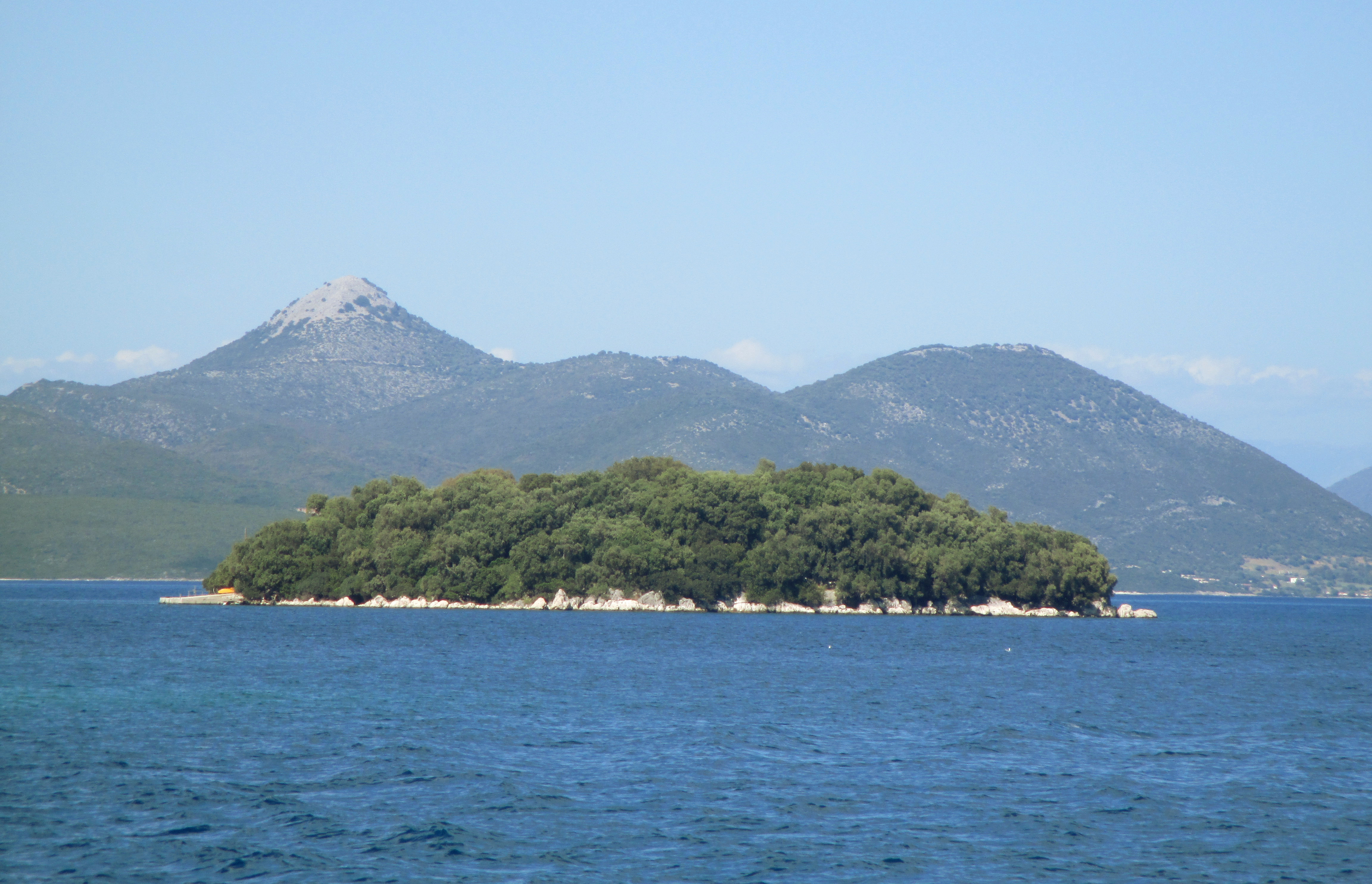
Îlot Cheloni

### Municipalités
Depuis la réforme Kallikratis (2010), tous les dèmes (municipalités) de l'île de Leucade sont regroupés en un seul dème qui comprend également les îles de Kalamos et Kastós, Méganissi formant un dème indépendant.
L'ancien nome de Leucade était divisé en 6 dèmes et 2 communautés:
| Dème          | YPES code | Chef-lieu (si nom différent) | Code postal | Préfixe tel. |
| ------------- | --------- | ---------------------------- | ----------- | ------------ |
| 1. Leucade    | 3606      |                              | 311 00      |              |
| 2. Apollonioi | 3601      | Vassiliki (en)               | 310 82      |              |
| 3. Ellomenos  | 3602      | Nydrí                        | 311 00      |              |
| 4. Karyá      | 3604      |                              | 310 80      |              |
| 5. Méganissi  | 3607      | Katomeri                     | 310 83      |              |
| 6. Sfakiotes  | 3608      | Lazarata (en)                | 310 80      |              |
| Communauté    | YPES code | Chef-lieu (si nom différent) | Code postal | Préfixe tel. |
| 7. Kalamos    | 3603      |                              | 310 81      |              |
| 8. Kastós     | 3605      |                              | 310 81      |              |

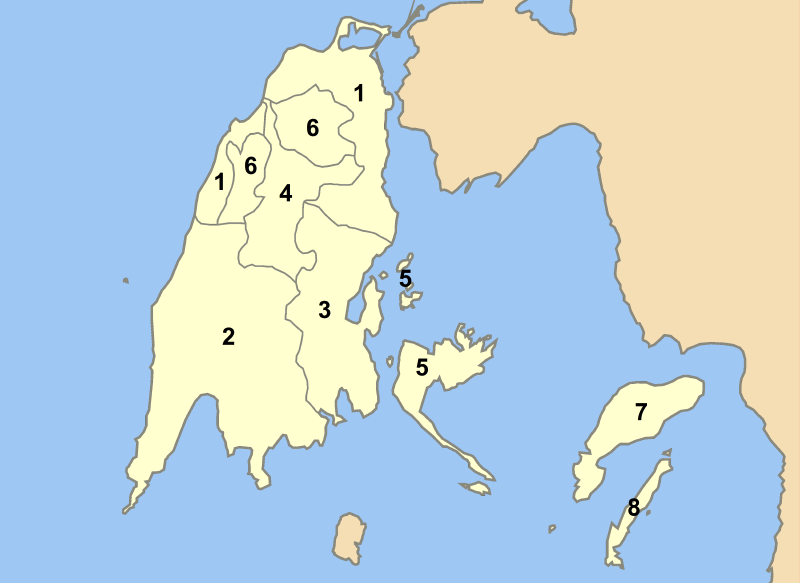
Les 8 municipalités du nome de Leucade avant la réforme Kallikratis (2010).

La municipalité de Lefkada inclut le petit îlot de Cheloni à moins de 200 m au large de Nydrí (côte est de Leucade).

## Étymologie
En grec ancien et en grec purifié, l'île est appelée Λευκάς (Leukas, Lefkás), ce qui donne en grec démotique Λευκάδα (Lefkáda). À partir du XIIIe siècle, elle reçoit le nom de « Sainte-Maure », en grec Άγια Μαύρα (Aya Mavra), en italien Santa Maura. Ce nom (tant pour l'île que pour la capitale) est attesté pour la première fois en 1292 (lorsqu'elle est attaquée par des navires génois employés par les Byzantins) et elle garde ce nom jusqu'au XIXe siècle, au cours duquel elle reprend son nom antique.
Leukás signifie "blanc". Le nom de Leucade est dû aux falaises de craie blanche qui se trouvent au sud de l'île, connues comme  « cap de la Dame » ou « saut de Leucade » (72 mètres de haut).

## Mythologie

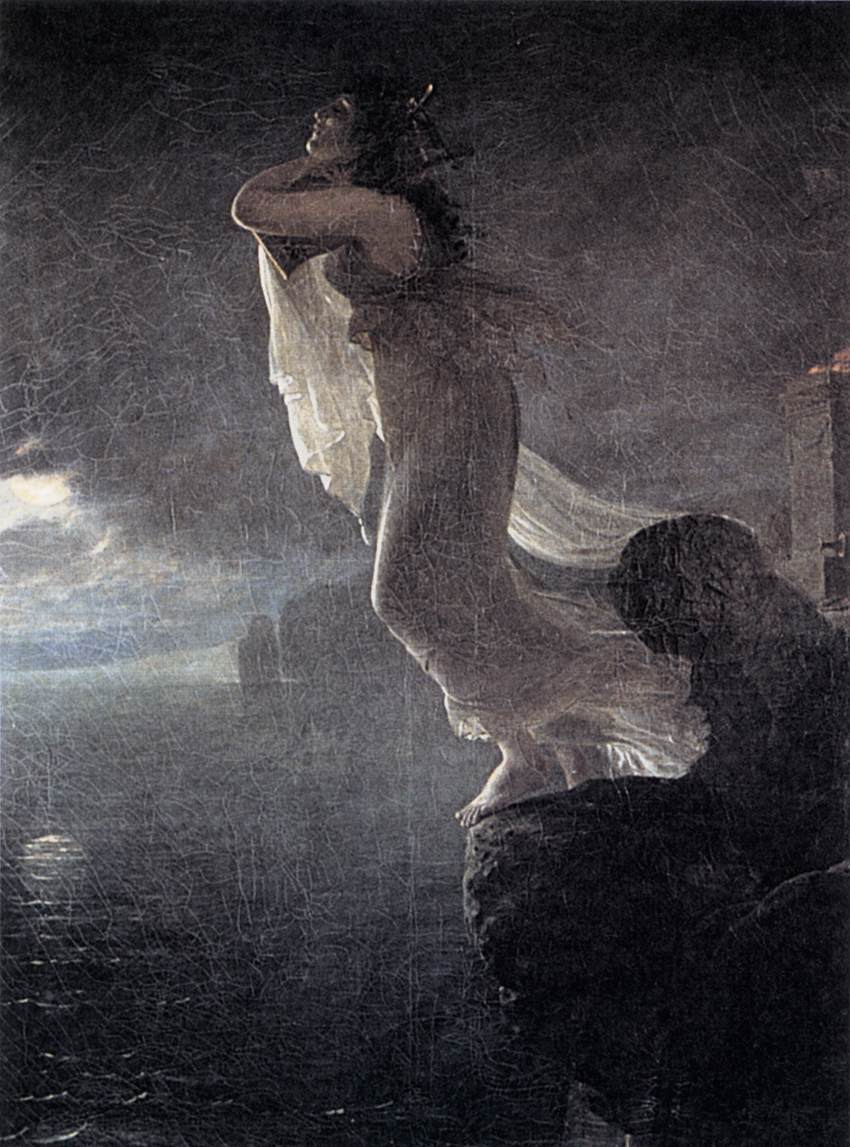
Antoine-Jean Gros, Sappho à Leucade.

La légende veut que, dans l’Antiquité, pour se guérir d’un mal d’amour, on se jetait du haut du « saut de Leucade » dans la mer. Si on ne mourait pas, on était estropié et guéri de son amour. Selon la mythologie, la poétesse Sappho s’y serait tuée à cause de Phaon.
Dans La Belle Hélène de Jacques Offenbach, Oreste chante, aux maris récalcitrants : « À Leucade l’empêcheur ! À Leucade le gêneur ! ».

## Histoire

### Préhistoire
Leucade et les petites îles satellites sont riches en matériel préhistorique, dont le plus ancien date du Paléolithique moyen (minimum 45 000 ans). Cinq grottes ont aussi livré des vestiges néolithiques (adoption de l'agriculture et de l'élevage). Wilhelm Dörpfeld (1853-1940, mort à Leucade et enterré près de Nydrí) a mis au jour des sites de l'Ancien (EH) et du Moyen Helladique (MH),.

### Protohistoire et antiquité
Les sites de la fin de l'âge du bronze sont rares ; une petite tombe à tholos mycénienne a été excavée à Agios Nikitas (côte nord-ouest de Leucate.
Méganissi (au sud-est de Leucade) a livré plusieurs tumuli de la fin de l'helladique (LH).

Thèmes byzantins en Grèce (vers 900).

Les Corinthiens colonisent Leucade au VIIe siècle av. J.-C. et fondent une nouvelle ville : Leukas, la capitale d'aujourd'hui.[réf. nécessaire]
En -650, ils commencèrent la construction d’un pont pour unir l'île à la Grèce continentale. À cette époque, Leucade était composée de plusieurs cités autonomes.[réf. nécessaire]
L'île de Leucade participa aux guerres médiques : elle envoya 3 navires et 800 hommes à la bataille de Salamine en -480. De -431 à -404, Leucade est venue en aide à Corinthe, durant la guerre du Péloponnèse.[réf. nécessaire]
En -343, aux côtés d'Athènes, l'île se battit contre les Macédoniens de Philippe II. À la suite de la défaite d’Athènes, Leucade passa sous la domination du royaume de Macédoine puis sous celle de Pyrrhus Ier, roi d'Épire.[réf. nécessaire]
En -198, Leucade est envahie par les Romains et intègre la province romaine de Nicopolis d'Épire. En -27, Leucade est incorporée à l'Achaïe, province romaine comprenant la Grèce proprement dite. Dans l'Empire romain d'Orient, Leucade fait partie de l'Épire ancienne (Epirus vetus), province comprenant, en outre, l’Épire antique et les îles de Corcyre et d'Ithaque, et relevant du diocèse de Macédoine et de la préfecture d'Illyrie, dont le vicaire et le préfet résident à Thessalonique. « Empire byzantin » est le nom moderne à l’Empire romain d’Orient depuis Hieronymus Wolf (XVIe siècle). Vers 886, sous le règne de l’empereur Léon VI le Sage, Leucade fait partie du thème de Nicopolis, ayant Naupacte pour chef-lieu.[réf. nécessaire]

### Moyen Âge et époque moderne

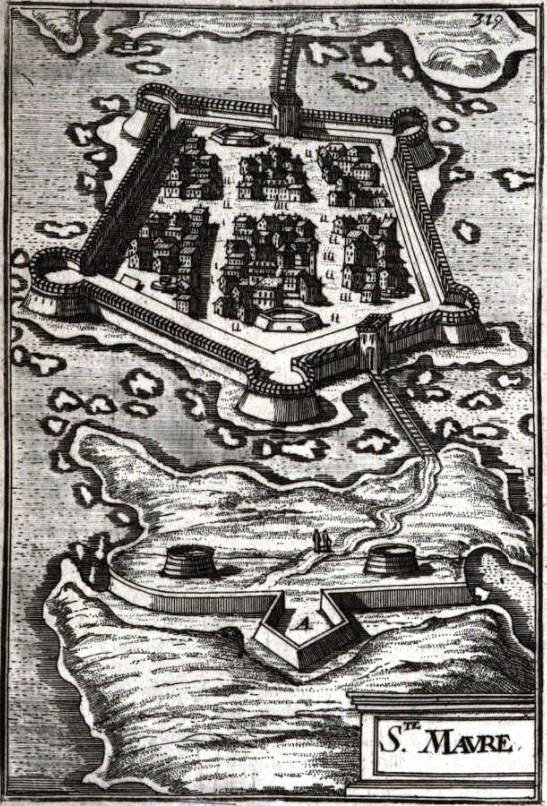
Sainte-Maure sous la domination ottomane (Manesson Mallet, 1684).

À partir de 1204, la quatrième croisade provoque la fragmentation l'Empire byzantin en États grecs et latins. L'Acarnanie échoit d’abord à un État grec, le despotat d'Épire de la dynastie Doukas ; puis, vers 1300, à un État latin, le comté palatin de Céphalonie et Zante des comtes Orsini, grâce au mariage de Jean I Orsini (el) avec Maria, la fille du despote d’Épire Nicéphore Ier Doukas. Jean I Orsini fait construire un château, Aghia Mavra, au bord du chenal qui sépare l’île du continent. Ce fort vaut son nouveau nom à l'île : Agia Mavra ou Sainte-Maure.
Après avoir été dirigée par différentes dynasties et avoir subi de nombreuses attaques de pirates, Leucade, en partie dépeuplée, est occupée par les Turcs de 1479 à 1684. Au XVIe siècle, ceux-ci reconstruisent et agrandissent le château du XVe siècle (en), lui donnant en grande partie sa forme actuelle. Une ville importante se développe à l'extérieur des murs du château dans les années 1670.[réf. nécessaire]
Par la suite, l'île est conquise par les troupes vénitiennes du commandant Morosini, au cours de la guerre de Morée. À partir de ce moment, son histoire suit celle des îles Ioniennes. L'île se repeuple, devenant même un refuge pour les populations continentales (grecques, albanaises, slaves et valaques) soumises, dans l'Empire ottoman, aux timars, à la double-capitation et à l'enlèvement des garçons (pour les Janissaires) ; la capitale de Leucade devient un important centre économique et maritime.[réf. nécessaire]
L'influence vénitienne reste encore très marquée dans l'architecture de Leucade.

### Époque contemporaine
En 1797, après le traité de Campo Formio, puis après le traité de Tilsit, l’île est dominée à deux reprises par les Français : les républicains jusqu’en 1798, qui forment le département français de Mer-Égée, puis les troupes napoléoniennes de 1807 à 1809, date à laquelle les Anglais la reconquièrent. En 1799, elle est intégrée à la république des Sept-Îles, formée sous l’égide des Russes et des Ottomans.[réf. nécessaire]
Après le traité de Paris de 1815, Leucade occupée par les Britanniques fait partie de la république des îles Ioniennes qui y construit divers monuments et un excellent réseau routier encore utilisable de nos jours. Leucade a participé à la guerre d'indépendance grecque. Son rattachement à la Grèce eut finalement lieu le 21 mai 1864.[réf. nécessaire]
Pendant l'Occupation au cours de la Seconde Guerre mondiale, Leucade est d'abord occupée par l'Italie fasciste, puis, à partir d'octobre 1943, par la Wehrmacht du Troisième Reich. Harcelée par la Résistance grecque, les Allemands finissent par se retirer à l’automne 1944.[réf. nécessaire]

## Économie

### Agriculture
L'île produit du vin, de l'huile, des saucisses et des lentilles réputées en Grèce : les lentilles d'Eklouvi.

### Tourisme

#### Églises et monastères
Leucade possède un grand nombre d'églises et de monastères, parmi lesquels :
- l'église Agios Ioannis Antzoussis ;
- l'église de l'Apparition de la Vierge Marie ;
- l'église de la Panagia Hodeghetria ;
- l'église de Christou Pandokratora ;
- le monastère de la Panagia Faneromeni.

#### Musées de Leucade (ville)
- Musée archéologique : au centre de la ville de Leucade. On y trouve les découvertes de l'archéologue allemand Dörpfeld. Les objets datent principalement de l'âge du bronze. Les fouilles ont principalement été réalisées sur les sites de Nidri, de Kariotes et d'Evgiros.
- Musée d'Art populaire : près de l'église Agios Spyridon, fondé par une association musicale de l'île, appelée « Orphée ». Collection de photos, de cartes, de costumes traditionnels, d'ustensiles, etc ainsi que la décoration d'une chambre traditionnelle.
- Musée des Gramophones : collection d'anciens gramophones, mais aussi de costumes traditionnels, de broderies, de bijoux, de photos et d'instruments de musique.

## Jumelage
La ville de Leucade est jumelée avec Leucate en France (département de l'Aude) et les noms des deux villes ont la même étymologie (« blanche ») ; une légende urbaine qu'aucune donnée archéologique ou historique n'étaye, affirme que des colons grecs de Leucade auraient fondé Leucate et l'auraient ainsi nommée en raison de sa ressemblance avec Leucade.

## Personnalités liées à Leucade
- Sappho (Mytilène v. 650 av. J-C - Leucade v. 580 av. J-C), poétesse qui serait morte en se jetant du « saut de Leucade » en raison de son amour déçu pour Phaon
- Artémise Ire, reine de la cité d'Halicarnasse au Ve siècle av. J.-C. Elle se serait jetée du « saut de Leucade » après avoir crevé les yeux de Dardanos d'Abydos qui ne partageait pas son amour
- Aristotelis Valaoritis (Leucade 1824-Leucade 1879), poète et homme politique
- Lafcadio Hearn (Leucade 1850-Tokyo 1904), écrivain et orientaliste irlandais, qui se fera connaître avec son deuxième prénom, Lafcadio, tirant son origine de l'île de Leucade
- Wilhelm Dörpfeld (Wuppertal 1853 - Leucade 1940), architecte et archéologue allemand mort à Leucade et enterré près du village de Nydri, où il avait estimé que devait être situé le palais d'Ulysse.
- Dimitrios Golemis (Leucade 1874-1941), athlète médaillé de bronze lors des Jeux olympiques d'été de 1896 à Athènes
- Angelos Sikelianos (Leucade 1884-Athènes 1951), poète et dramaturge
- Nikolaos Svoronos (Leucade 1911 - Athènes 1989), historien
- Apóstolos Sántas (1922-2011) « premier » résistant grec
- Apostolos Kaklamanis (en) (né à Leucade en 1936), homme politique du PASOK, ministre de 1981 à 1990 et président du Parlement hellénique
- Agnès Baltsa (née à Leucade en 1944), chanteuse d'opéra
- Georges Contogeorgis (né à Leucade en 1947), politologue, homme politique, professeur de sciences politiques
- Stávros Grigóris (né à Leucade en 1954), homme politique, député au Parlement grec sur la liste de la SYRIZA
- Evangelia Aravani (née à Leucade en 1985), mannequin